# 24 november
24 november is de 328ste dag van het jaar (329ste dag in een schrikkeljaar) in de gregoriaanse kalender. Hierna volgen nog 37 dagen tot het einde van het jaar.

## Gebeurtenissen
- Algemeen
  - 1248 - In de nacht van 24 op 25 november komen ongeveer 5.000 mensen om door een bergstorting aan de noordflank van de Mont Granier.[1]
  - 1908 - Stranding van de Fernando bij Terschelling, zes doden. Van de zeventien opvarenden kunnen er veertien man worden gered, maar ook drie redders komen om.[2]
  - 1988 - Het dodental als gevolg van overstromingen in het zuiden van Thailand loopt op tot ten minste honderdveertig.
  - 1988 - De foto’s van de verstandelijke gehandicapte Jolanda Venema, naakt met een Zweedse band om haar middel, schokken heel Nederland. De zaak-Venema brengt een debat op gang over de kwaliteit van de gehandicaptenzorg.
  - 2014 - In de Verenigde Staten beslist een onderzoeksjury om agent Darren Wilson niet te vervolgen voor het doodschieten van Michael Brown in Ferguso in augustus van dat jaar. De beslissing leidt tot rellen en plunderingen, ondanks de oproep van president Obama om zich neer te leggen bij de uitspraak.

- Bouwkunst en architectuur
  - 1961 - De eerste paal voor de bouw van de Rotterdamse deelgemeente Prins Alexander wordt geslagen.[1]

- Criminaliteit en veiligheid
  - 2012 - De Zuid-Afrikaanse politie schiet zeven mannen dood die betrokken waren bij een overval op een depot van een waardetransportbedrijf in Johannesburg.

- Infrastructuur
  - 1924 - De H-NACC arriveert in Batavia; de eerste intercontinentale commerciële vlucht is een feit.

- Media
  - 1963 - In Dallas wordt Lee Harvey Oswald doodgeschoten door Jack Ruby. Het incident is live op televisie te zien.
  - 1983 - In Arnhem wordt Loesje opgericht.
  - 2001 - Crossair-vlucht 3597 stort neer in de buurt van Zürich Airport. Hierbij komen 24 van de 33 inzittenden om het leven.

- Oorlog
  - 1631 - Nederlanders steken de stad Olinda in brand.[1]
  - 1813 - Een plundering door terugtrekkende Franse troepen leidt tot de Ramp van Woerden.[1]
  - 1944 - De Verenigde Staten voeren hun eerste bombardement op Tokio uit.[1]

- Politiek
  - 1921 - De Japanse kroonprins Hirohito wordt regent voor zijn zieke vader, Yoshihito.[1]
  - 1922 - Mussolini krijgt van het Italiaanse parlement voor één jaar dictatoriale bevoegdheden.[1]
  - 1958 - Mali wordt onafhankelijk.
  - 1963 - President Lyndon B. Johnson bevestigt dat de Verenigde Staten militaire en economische steun zullen blijven verlenen aan Zuid-Vietnam.
  - 1965 - Mobutu Sese Seko grijpt de macht in Congo.
  - 1974 - Twee Palestijnse kapers steken op Schiphol een Vickers VC-10 van British Airways in brand en geven zich daarna over. Ze worden vrijgelaten na de kaping van een Brits vliegtuig dat is geland in Tunis.
  - 1978 - In Bolivia pleegt de commandant van het leger, generaal David Padilla, een door linkse krachten gesteunde en bloedeloze coup, waardoor president Juan Pereda gedwongen wordt om op te stappen.
  - 1982 - Het Akkoord van Wassenaar wordt getekend door de overheid aan de ene kant en de Stichting van de Arbeid aan de andere kant. Er werden afspraken vastgelegd die gevolgen had voor de loonmatiging.
  - 1990 - GroenLinks wordt opgericht.[1]
  - 1991 - In België vinden federale verkiezingen plaats. Deze dag krijgt nadien de naam Zwarte Zondag omdat het de eerste keer is dat extreemrechts (Vlaams Blok) zo'n grote sprong voorwaarts neemt in de moderne Belgische politiek.
  - 2021 - Esther de Lange (CDA) wordt niet voorgedragen als kandidaat-voorzitter van het Europees Parlement. De christendemocratische EVP fractie kiest voor de Maltese Roberta Metsola.[3]
  - 2021 - Magdalena Andersson wordt door het Zweedse parlement gekozen als premier. Dezelfde dag stapte een beoogd coalitiepartner op, waarop Andersson besloot om af te zien van het premierschap. Ze zou anders twee dagen later formeel geïnstalleerd worden en de eerste vrouwelijke premier van het land zijn geworden.[4]

- Religie
  - 1960 - Oprichting van de Rooms-katholieke Bisschoppelijke Hiërarchie in Vietnam met drie aartsbisdommen en zeventien bisdommen.

- Sport
  - 1949 - Oprichting van de Boliviaanse voetbalclub Club Jorge Wilstermann.
  - 1962 - Zwemster Dawn Fraser uit Australië scherpt in Perth haar eigen wereldrecord op de 100 meter vrije slag aan tot 59,5.
  - 1985 - In Perth eindigt de Nederlandse hockeyploeg als vijfde en voorlaatste bij het toernooi om de Champions Trophy.
  - 2020 - Darter José de Sousa bemachtigt zijn eerste major-titel bij de PDC door de Grand Slam of Darts 2020 te winnen.[5]
  - 2021 - De Nederlandse turnbond (KNGU) gaat het contract met turncoach Vincent Wevers, dat op 31 december 2021 afloopt, niet verlengen. Wevers behoort tot de coaches naar wie een onderzoek naar ongewenst en grensoverschrijdend gedrag, ingesteld door het Instituut Sportrechtspraak, loopt.[6]
  - 2022 - ADO Den Haag ontslaat trainer Dirk Kuijt in verband met tegenvallende resultaten.

- Wetenschap en technologie
  - 1642 - Abel Tasman "ontdekt" Tasmanië.[1]
  - 1859 - De Britse bioloog Charles Darwin publiceert De oorsprong der soorten (oorspronkelijke titel: On The Origin of Species). De eerste druk is meteen uitverkocht.[1]
  - 1947 - De Amerikaanse marine (US Navy) lanceert voor het eerst een Aerobee raket. Deze suborbitale raket is de opvolger van de eerder gebruikte V2 raketten en is ontworpen om de Aardse atmosfeer te onderzoeken.[7]
  - 1955 - De Fokker F27 Friendship maakt zijn eerste proefvlucht.
  - 1969 - De Apollo 12 capsule komt veilig neer in de Stille Oceaan. Dit is het slot van de tweede bemande reis naar de maan.
  - 1992 - Lancering van een Tsyklon-3 raket vanaf Plesetsk Kosmodroom platform 32/2 voor de Kosmos 2221 missie met een militaire Tselina-D spionagesatelliet voor ELINT doeleinden.[8]
  - 2021 - Lancering van de DART (Double Asteroid Redirection Test) missie naar de planetoïde Dimorphos die rond een andere planetoïde (65803) Didymos draait. Het ruimtevaartuig moet tegen Dimorphos botsen om te onderzoeken of het mogelijk is op deze manier te baan van het object te veranderen.[9]
  - 2022 - De periodieke komeet 118P/Shoemaker-Levy bereikt het perihelium van zijn baan rond de zon tijdens deze verschijning.[10][11]

## Geboren

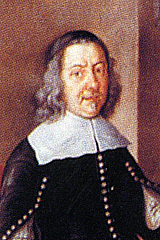
Johan van Nassau-Idstein
geboren in 1603

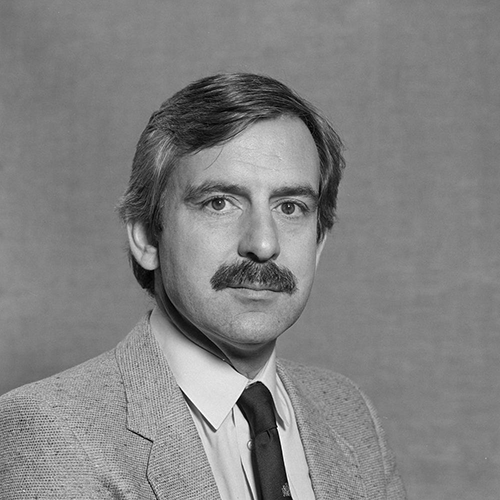
Hein Boele
geboren in 1939

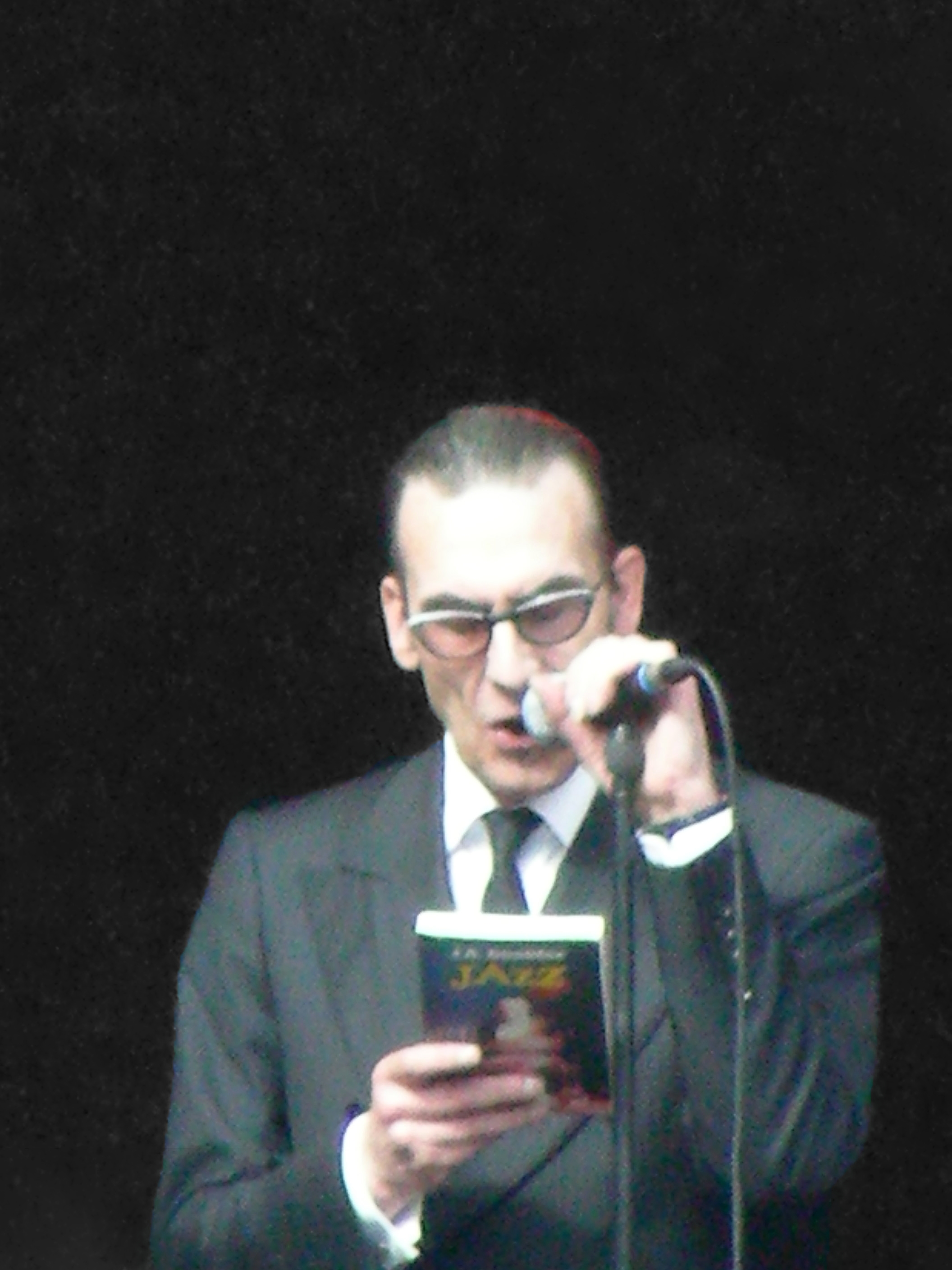
Jules Deelder
geboren in 1944

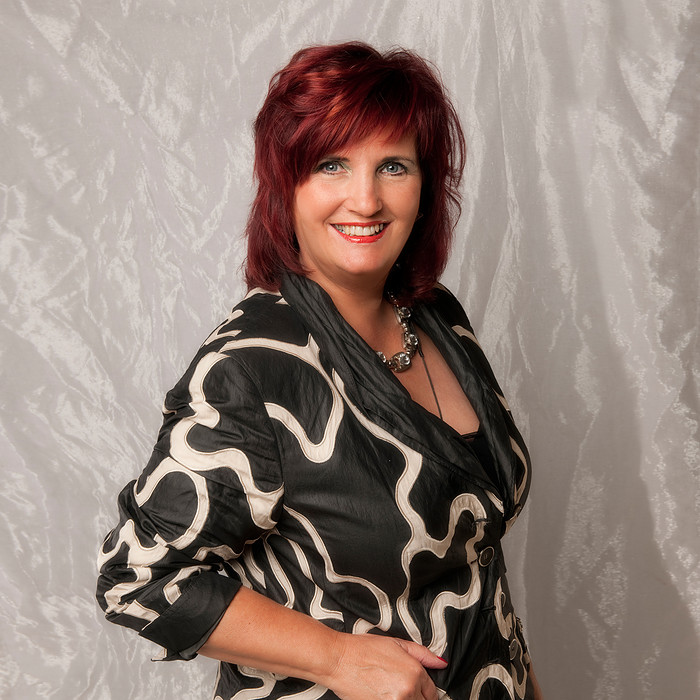
Janneke de Roo
geboren in 1956

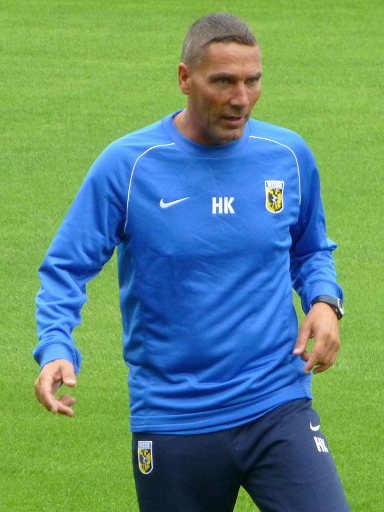
Hendrie Krüzen
geboren in 1964

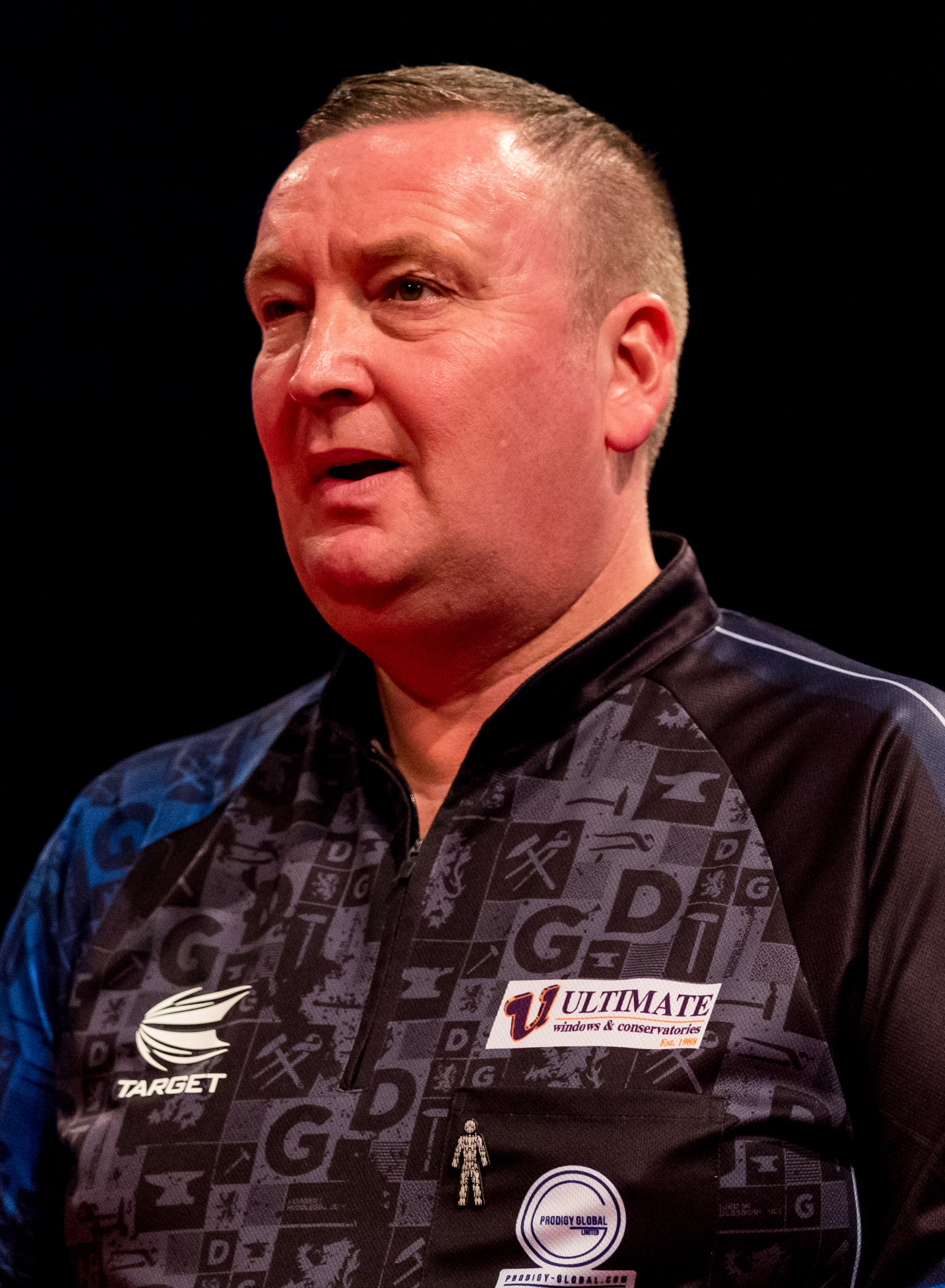
Glen Durrant
geboren in 1970

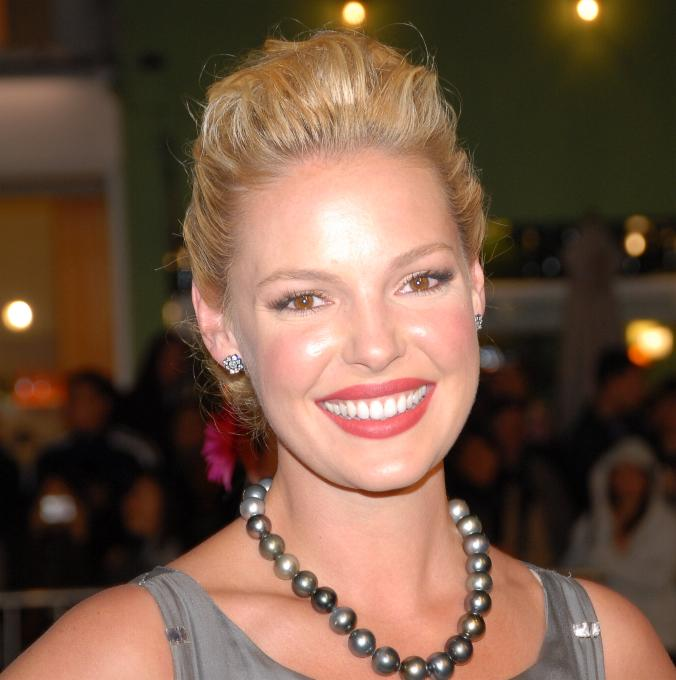
Katherine Heigl
geboren in 1978

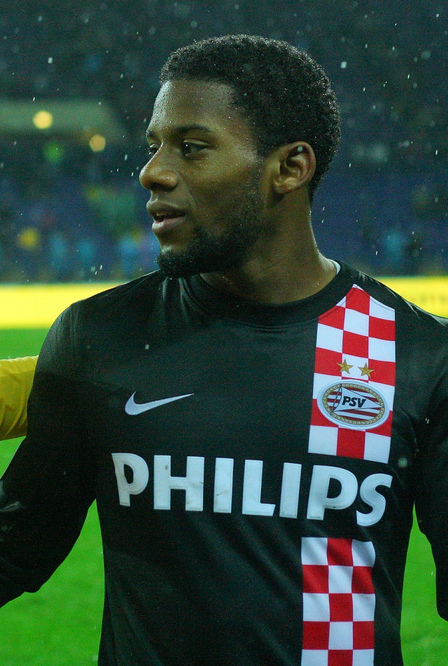
Jeremain Lens
geboren in 1987

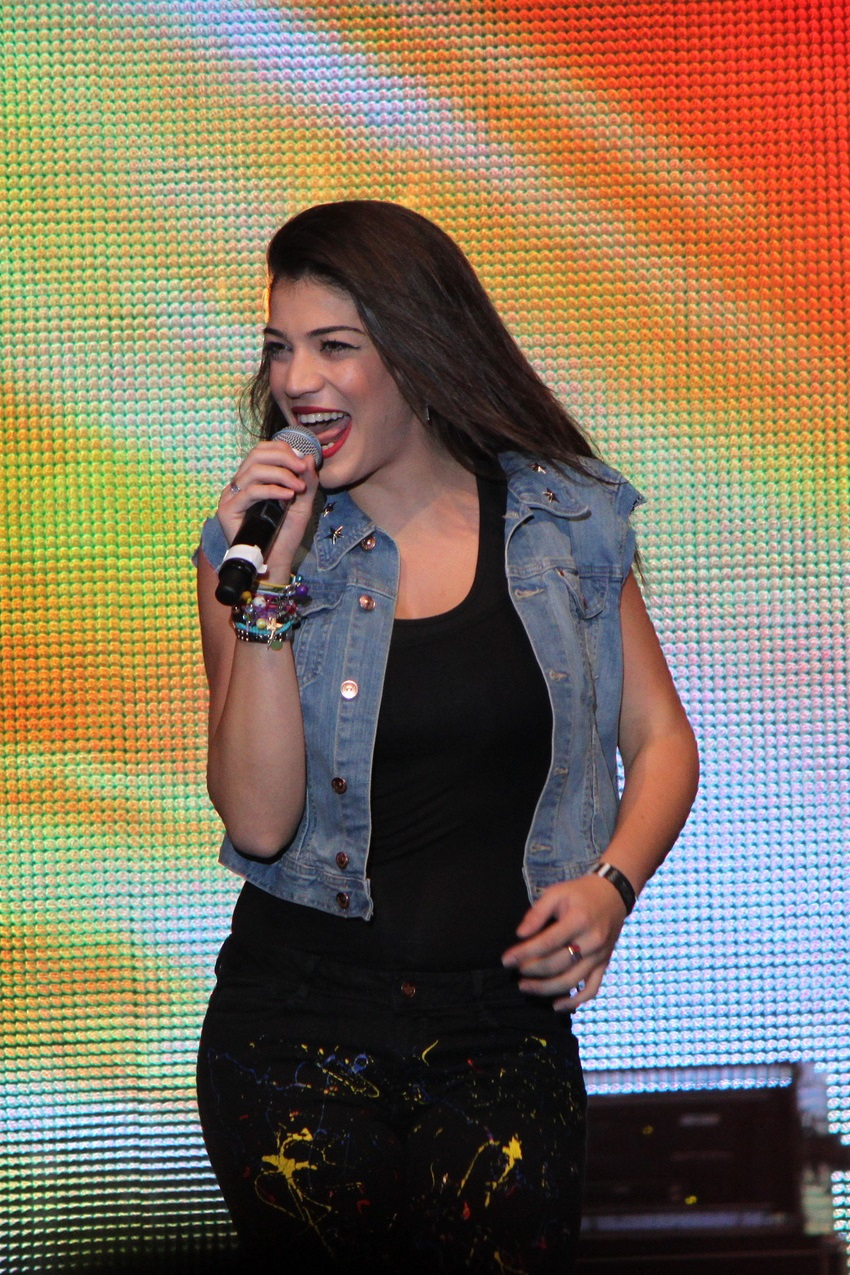
Ivi Adamou
geboren in 1993

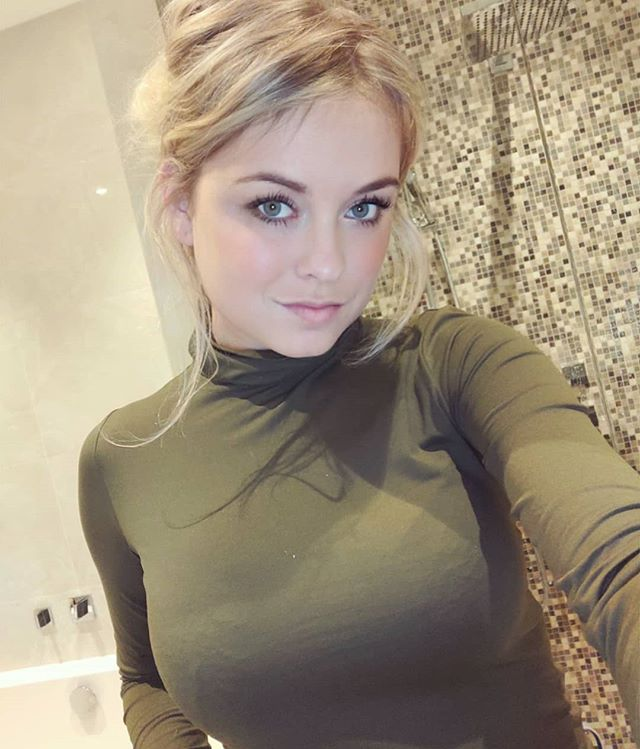
Sylvana IJsselmuiden
geboren in 1994

- 1603 - Johan van Nassau-Idstein, graaf van Nassau-Idstein (overleden 1677)
- 1632 - Benedictus de Spinoza, Nederlands filosoof (overleden 1677)
- 1655 - Karel XI van Zweden, koning van Zweden (overleden 1697)
- 1713 - Laurence Sterne, Brits schrijver (overleden 1768)
- 1729 - Aleksandr Soevorov, Russisch generaal (overleden 1800)
- 1778 - Francisco Manuel Blanco, Spaans frater en botanicus (overleden 1845)
- 1784 - Zachary Taylor, twaalfde president van de Verenigde Staten (overleden 1850)
- 1826 - Carlo Collodi, Italiaans schrijver (overleden 1890)
- 1840 - Alfred Tepe, Nederlands architect (overleden 1920)
- 1864 - Henri de Toulouse-Lautrec, Frans schilder en graficus (overleden 1901)
- 1868 - Scott Joplin, Amerikaans pianist en componist (overleden 1917)
- 1872 - Georgi Tsjitsjerin, Russisch minister van Buitenlandse Zaken (overleden 1936)
- 1874 - Charles William Miller, Braziliaans voetballer (overleden 1953)
- 1876 - Walter Burley Griffin Amerikaans architect en landschapsarchitect (overleden 1937)
- 1880 - Abdoel Aziz al Saoed, Koning van Saoedi-Arabië (1932-1953) (overleden 1953)
- 1882 - Eric Rucker Eddison, Brits fantasy-schrijver (overleden 1945)
- 1884 - Itzhak Ben-Zvi, Israëlisch politicus (overleden 1963)
- 1884 - Michel de Klerk, Nederlands architect (overleden 1923)
- 1887 - Erich von Manstein, Duits veldmaarschalk (overleden 1973)
- 1889 - Cissy van Marxveldt, Nederlands (kinderboeken)schrijfster (overleden 1948)
- 1890 - Jack Hamel, Nederlands kunstschilder en acteur (overleden 1951)
- 1895 - Eduardo Quisumbing, Filipijns botanicus (overleden 1986)
- 1897 - Lucky Luciano, Italiaans-Amerikaans maffiagangster (overleden 1962)
- 1899 - Hilmar Wäckerle, Duits commandant van concentratiekamp Dachau (overleden 1941)
- 1904 - Rein de Waal, Nederlands hockeyer en hockeycoach (overleden 1985)
- 1906 - Ans Polak, Nederlands gymnaste (overleden 1943)
- 1908 - Aleksander Ford, Pools filmregisseur (overleden 1980)
- 1909 - Hotze de Roos, Nederlands jeugdboekenschrijver (overleden 1991)
- 1911 - Joop Haex, Nederlands politicus (overleden 2002)
- 1912 - Bernard Delfgaauw, Nederlands filosoof (overleden 1993)
- 1912 - François Neuville, Belgisch wielrenner (overleden 1986)
- 1912 - Teddy Wilson, Amerikaans jazz-pianist (overleden 1986)
- 1913 - Gisela Mauermayer, Duits atlete (overleden 1995)
- 1914 - Hilde Bussmann, Duits tafeltennisster (overleden 1988)
- 1914 - Agostino Casaroli, Italiaans kardinaal-staatssecretaris (overleden 1998)
- 1917 - Rita Corita (Hendrika Sturm), Nederlands zangeres (overleden 1998)
- 1918 - Frans van der Gun, Nederlands politicus (overleden 2001)
- 1921 - Max Léons, Nederlands verzetsstrijder (overleden 2019)
- 1921 - Herbert York, Amerikaans kernfysicus (overleden 2009)
- 1925 - William F. Buckley jr., Amerikaans schrijver en journalist (overleden 2008)
- 1925 - Simon van der Meer, Nederlands natuurkundige (overleden 2011)
- 1926 - Fred Benavente, Nederlands programmamaker, acteur, zanger en tekstschrijver (overleden 2005)
- 1926 - Tsung-Dao Lee, Chinees-Amerikaans natuurkundige en Nobelprijswinnaar (overleden 2024)
- 1926 - Jaap van de Scheur, Nederlands vakbondsman en gemeenteraadslid (overleden 2002)
- 1929 - Bernard Bartelink, Nederlands componist en organist (overleden 2014)
- 1929 - Joop Bonnemaijers, ex-rechercheur van de Amsterdamse politie en schrijver (overleden 2019)
- 1929 - Peet Geel, Nederlands voetballer (overleden 2017)
- 1930 - Robert Urbain, Belgisch politicus (overleden 2018)
- 1931 - Frits Louer, Nederlands voetballer (overleden 2021)
- 1933 - Felix Thijssen, Nederlands (scenario)schrijver (overleden 2022)
- 1934 - Klaus Bugdahl, Duits baanwielrenner (overleden 2023)
- 1935 - Ron Dellums, Amerikaans burgemeester en politicus (overleden 2018)
- 1935 - Erik Jurgens, Nederlands rechtsgeleerde en politicus
- 1936 - Frank Caprio, Amerikaans jurist en politicus (overleden 2025)
- 1937 - Otto Pfister, Duits voetbalcoach
- 1938 - Willy Claes, Belgisch politicus
- 1939 - Hein Boele, Nederlands acteur en stemacteur (overleden 2025)
- 1939 - George Schöpflin, Hongaars politicus (overleden 2021)
- 1940 - Romeo Jalosjos, Filipijns politicus
- 1941 - Abdelkader Bensalah, Algerijns politicus (overleden 2021)
- 1941 - Pete Best, Brits drummer
- 1941 - Donald Dunn, Amerikaans basgitarist en songwriter (overleden 2012)
- 1941 - Wayne Jackson, Amerikaans r&b- en soultrompettist, trombonist, songwriter en producent (overleden 2016)
- 1942 - Billy Connolly, Schots muzikant, acteur, komiek en presentator
- 1942 - Craig Thomas, Welsh thrillerauteur (overleden 2011)
- 1942 - Freddie Webb, Filipijns basketballer en senator
- 1943 - Douwe Breimer, Nederlands farmacoloog
- 1944 - Jules Deelder, Nederlands dichter en nachtburgemeester van Rotterdam (overleden 2019)
- 1945 - Kees Lunshof, Nederlands journalist en columnist (overleden 2007)
- 1946 - Ted Bundy, Amerikaans seriemoordenaar (overleden 1989)
- 1946 - Jimmy Collins, Amerikaans basketballer en basketbalcoach (overleden 2020)
- 1947 - Gosse Noordewier, Nederlands burgemeester
- 1947 - Dwight Schultz, Amerikaans acteur
- 1949 - Pierre Buyoya, Burundees president (overleden 2020)
- 1949 - Martin Duiser, Nederlands zanger, songwriter en producent
- 1949 - Paul Jungbluth, Nederlands politicus
- 1950 - Roscoe Born, Amerikaans acteur (overleden 2020)
- 1951 - Ari Tissari, Fins voetballer (overleden 2023)
- 1952 - Rachel Chagall, Amerikaans actrice
- 1952 - Karl Engel, Zwitsers voetballer
- 1952 - Machteld Ramoudt, Belgisch actrice
- 1952 - Ilja Richter, Duits presentator en acteur
- 1954 - Emir Kusturica, Servisch filmmaker, filmregisseur, acteur en muzikant
- 1955 - Pilar Barreiro Álvarez, Spaans politica
- 1955 - Wanda Reisel, Nederlands schrijfster
- 1956 - Jouni Kaipainen, Fins componist (overleden 2015)
- 1956 - Terry Lewis, Amerikaans gitarist en producer (The Time, Jimmy Jam & Terry Lewis)
- 1956 - Janneke de Roo, Nederlands zangeres
- 1957 - Denise Crosby, Amerikaans actrice
- 1957 - Chris Hayes, Amerikaans gitarist (Huey Lewis & the News)
- 1958 - Carmel, Brits zangeres
- 1960 - Keith Bakker, Amerikaans-Nederlands verslavingsdeskundige en zedendelinquent (overleden 2025)
- 1960 - Marq van Broekhoven, Nederlands striptekenaar
- 1960 - Aleida Guevara, Cubaans arts en activist
- 1961 - Zsolt Szabó, Nederlands politicus
- 1962 - Berre Bergen, Belgisch bassist (overleden 2016)
- 1963 - Nancy Boyd (Nancy Bruinooge), Belgisch zangeres
- 1964 - Garret Dillahunt, Amerikaans acteur
- 1964 - Hendrie Krüzen, Nederlands voetballer en voetbaltrainer
- 1966 - Stefan Ahnhem, Zweeds auteur en scenarist
- 1966 - Jean-Marie Houben, Belgisch voetballer
- 1966 - Daniël Nassen, Belgisch voetballer en voetbaltrainer
- 1967 - Laurent Deville, Luxemburgs voetballer
- 1967 - Kerstin Köppen, Duits roeister
- 1967 - Stefan Tewes, Duits hockeyer
- 1968 - Bülent Korkmaz, Turks voetballer en voetbalcoach
- 1969 - Jacinto Espinoza, Ecuadoraans voetbaldoelman
- 1969 - Cal MacAninch, Schots acteur
- 1970 - Glen Durrant, Engels darter
- 1970 - Jens Keller, Duits voetballer en voetbalcoach
- 1970 - Paul Laciga, Zwitsers beachvolleyballer
- 1970 - Chad Taylor, Amerikaans gitarist
- 1971 - Rian Gerritsen, Nederlands actrice
- 1971 - Lola Glaudini, Amerikaans actrice
- 1972 - Félix Cárdenas, Colombiaans wielrenner
- 1972 - Marek Lemsalu, Estisch voetballer
- 1974 - Etienne Shew-Atjon, Nederlands-Surinaams voetballer
- 1975 - Tina de Bruin, Nederlands actrice
- 1975 - Jeroen Gulikers, Nederlands accordeonist en componist
- 1975 - Panic, Nederlands muziekproducent en dj
- 1976 - Chen Lu, Chinees kunstschaatsster
- 1977 - Leila Aman, Ethiopisch atlete
- 1977 - Colin Hanks, Amerikaans acteur
- 1977 - Lucille Opitz, Duits schaatsster
- 1977 - Lise Vidal, Frans windsurfster (overleden 2021)
- 1978 - Katherine Heigl, Amerikaans actrice
- 1978 - Jari Ilola, Fins voetballer
- 1979 - Carmelita Jeter, Amerikaans atlete
- 1980 - Johnny Spillane, Amerikaans Noordse combinatieskiër
- 1981 - Mads Rasmussen, Deens roeier
- 1982 - Kwame Quansah, Ghanees voetballer
- 1982 - Nyron Wau, Nederlands-Curaçaos voetballer
- 1983 - André Bahia, Braziliaans voetballer
- 1983 - Stijn Kosterman (Steen), Nederlands rapper
- 1983 - Muslu Nalbantoğlu, Nederlands-Turks voetballer
- 1983 - Remco olde Heuvel, Nederlands schaatser
- 1983 - Luis León Sánchez, Spaans wielrenner
- 1983 - Jesús Valenzuela, Venezolaans voetbalscheidsrechter
- 1983 - Sophie van Winden, Nederlands actrice
- 1984 - Kagisho Dikgacoi, Zuid-Afrikaans voetballer
- 1984 - Naoya Kikuchi, Japans voetballer
- 1984 - Lisa Nordén, Zweeds triatlete
- 1984 - Maria Höfl-Riesch, Duits alpineskiester
- 1985 - Christelle Laura Douibi, Algerijns skiester
- 1986 - Pedro León, Spaans voetballer
- 1986 - Gert-Jan Schep, Nederlands paralympisch sporter
- 1986 - Ryan Whiting, Amerikaans atleet
- 1987 - Mehmed Alispahić, Bosnisch voetballer
- 1987 - Jeremain Lens, Nederlands voetballer
- 1987 - Bogdan Milić, Montenegrijns voetballer
- 1987 - Renate Reinsve, Noors actrice
- 1988 - Fatma Genç, Nederlands actrice
- 1988 - António Nobre, Portugees voetbalscheidsrechter
- 1988 - Dorian van Rijsselberghe, Nederlands windsurfer
- 1989 - Corentin Debailleul, Belgisch atleet
- 1989 - Mario Gavranović, Zwitsers-Kroatisch voetballer
- 1989 - Dejen Gebremeskel, Ethiopisch atleet
- 1989 - Lukáš Hrádecký, Fins voetballer
- 1989 - Maximilian Wissel, Duits autocoureur
- 1989 - Marco Wittmann, Duits autocoureur
- 1990 - Gastão Elias, Portugees tennisser
- 1990 - Mario Gaspar, Spaans voetballer
- 1990 - Alenka Hubacek, Australisch tennisspeelster
- 1990 - Tom Odell, Brits singer-songwriter
- 1990 - Shawn Sloan, Amerikaans voetballer
- 1991 - Baghdad Bounedjah, Algerijns voetballer
- 1991 - Albano Olivetti, Frans tennisser
- 1991 - Richie Stanaway, Nieuw-Zeelands autocoureur
- 1992 - Tom Boere, Nederlands voetballer
- 1992 - Carolin Simon, Duits voetbalster
- 1993 - Ivi Adamou, Cypriotisch zangeres
- 1994 - Nabil Bentaleb, Algerijns-Frans voetballer
- 1994 - Sylvana IJsselmuiden, Nederlands presentatrice en model
- 1995 - Tobiasz Pawlak, Pools wielrenner
- 1996 - Louise Hansson, Zweeds zwemster
- 1996 - Frank Rijken, Nederlands turner
- 1996 - Debbie Schippers, Nederlands-Duits zangeres en presentatrice
- 1996 - Mark Sifneos, Nederlands voetballer
- 1996 - Wesley Moraes Ferreira da Silva (Wesley), Braziliaans voetballer
- 1997 - Patrick Berg, Noors voetballer
- 1997 - Elias Cobbaut, Belgisch voetballer
- 1997 - Nienke Helthuis, Nederlands youtuber
- 1997 - Julian Lelieveld, Nederlands voetballer
- 1997 - Yamato Matsui, Japans schaatser
- 1997 - Marco Richter, Duits voetballer
- 1997 - Julia Sarah Stone, Canadees actrice
- 1997 - Jard Struik, Nederlands acteur en scenarioschrijver
- 2000 - Sara Lindbak Hørte, Noors voetbalster
- 2003 - Lucas Beraldo, Braziliaans voetballer
- 2005 - Ibrahim Maza, Algerijns-Duits voetballer
- 2008 - Aymee Altena, Nederlands voetbalster
- 2010 - Jaidyn Triplett, Amerikaans actrice en zangeres

## Overleden

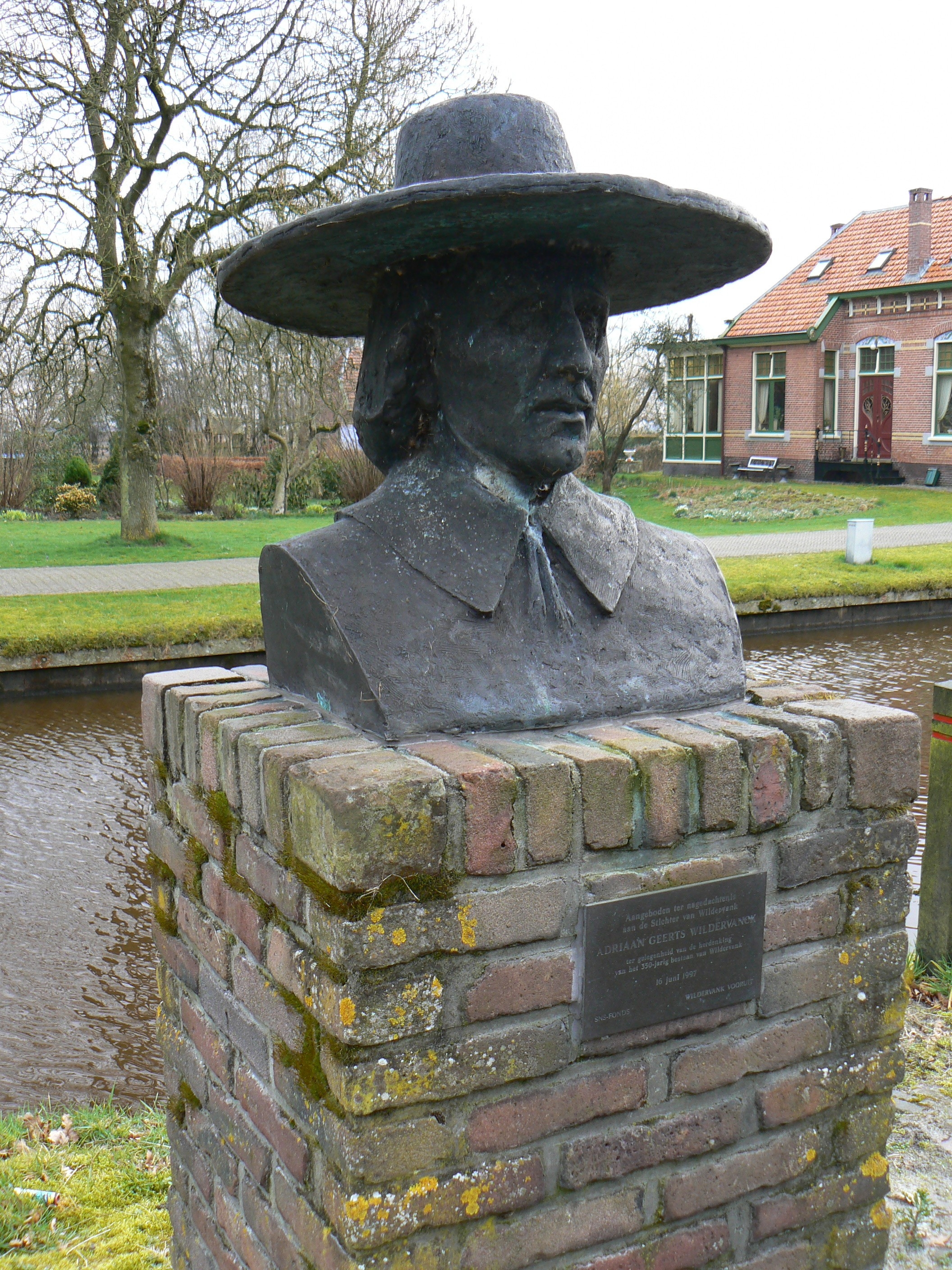
Adriaan Geerts Wildervanck
overleden in 1661

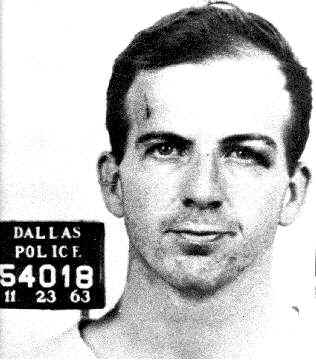
Lee Harvey Oswald
overleden in 1963

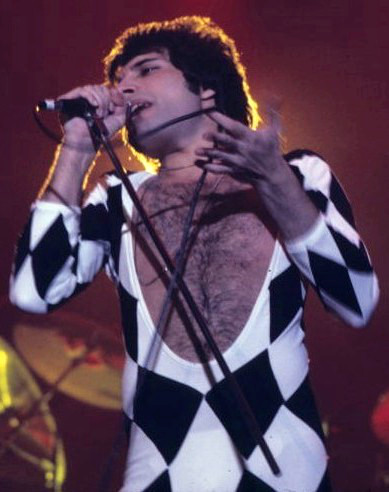
Freddie Mercury
overleden in 1991

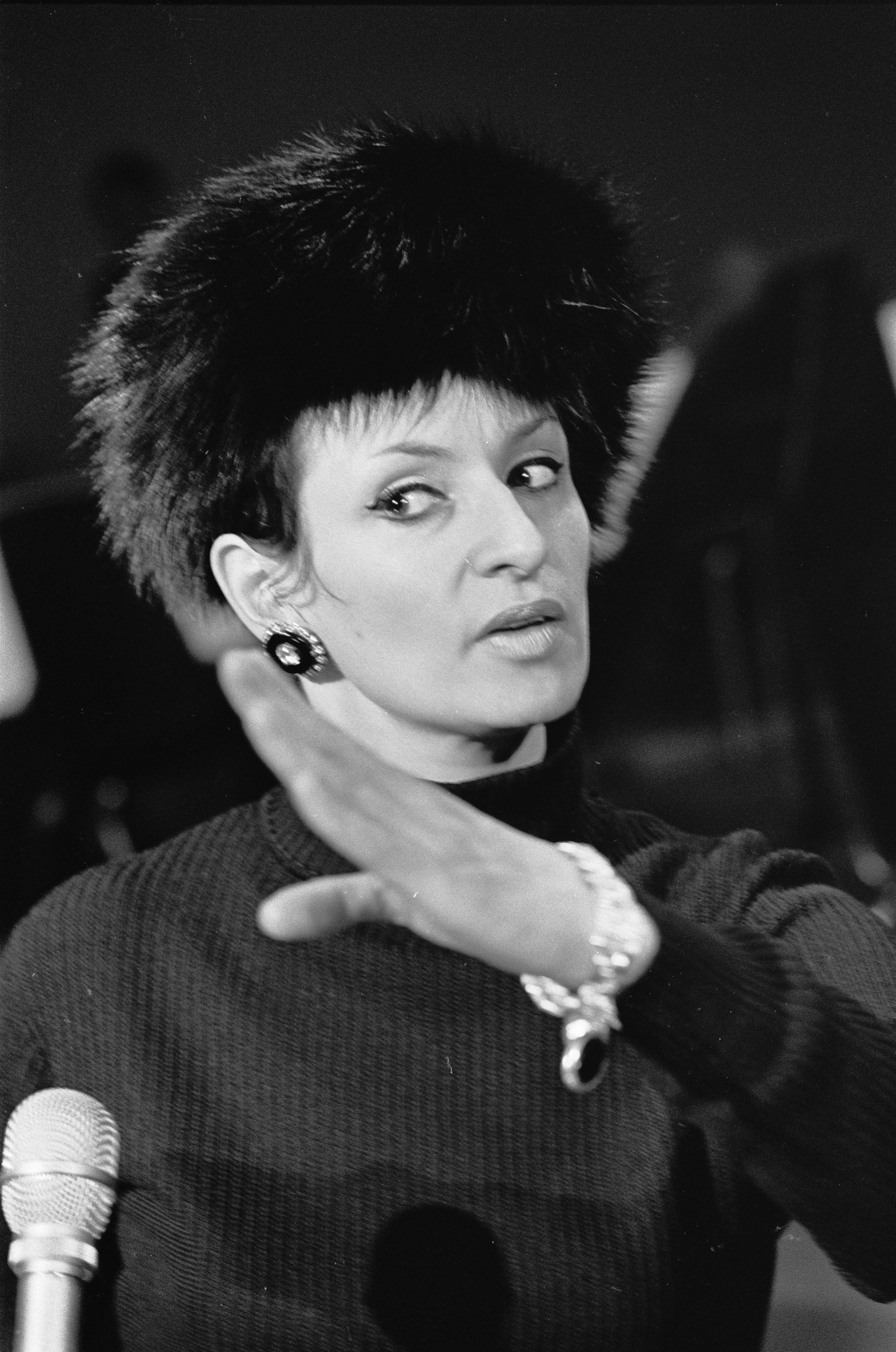
Barbara
overleden in 1997

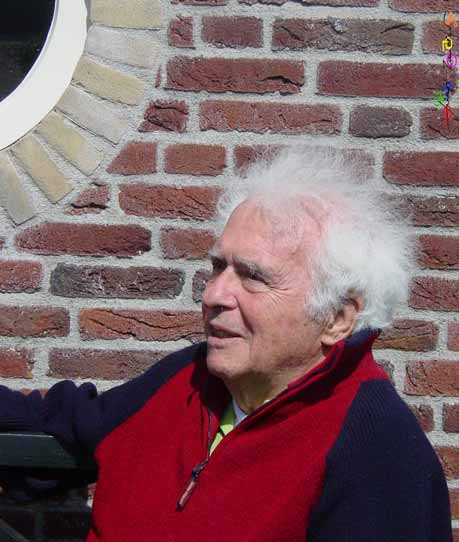
Peter Hoefnagels
overleden in 2011

- 654 - Kōtoku (58), keizer van Japan (645-654)
- 1232 - Balsamus van Cava, Italiaans geestelijke
- 1492 - Lodewijk van Gruuthuse (65), heer van Brugge, diplomaat en militair
- 1632 - Otto van Nassau-Neuweilnau (22), graaf van Nassau-Neuweilnau
- 1661 - Adriaan Geerts Wildervanck (56), Nederlands vervener
- 1741 - Ulrike Eleonora van Zweden (53), koningin van Zweden (1718-1720)
- 1840 - Hiram Stevens Maxim (76), Amerikaans-Engels uitvinder van het Maxim-machinegeweer
- 1860 - William Mackie (61), Brits pionier en magistraat in West-Australië
- 1875 - Joseph Othmar von Rauscher (78), Oostenrijks kardinaal-aartsbisschop van Wenen
- 1876 - Maria Francesca Rossetti (49), Engels schrijfster
- 1914 - Aristide Cavallari (65), Italiaans kardinaal-patriarch van Venetië
- 1914 - Lodewijk de Raet (44), Belgisch econoom en politicus
- 1922 - Sidney Sonnino (75), Italiaans staatsman
- 1929 - Georges Clemenceau (88), Frans premier
- 1940 - Janne Lundblad (63), Zweeds ruiter
- 1943 - Reina Prinsen Geerligs (21), Nederlands schrijver en verzetsstrijder
- 1952 - Andrzej Przeworski (52), Pools voetballer
- 1957 - Diego Rivera (70), Mexicaans muralist
- 1960 - Olga Aleksandrovna van Rusland (78), grootvorstin van Rusland, dochter van tsaar Alexander III en zus van tsaar Nicolaas II
- 1960 - Alfred van Sprang (43), Nederlands journalist
- 1962 - Forrest Smithson (78), Amerikaans atleet
- 1963 - Lee Harvey Oswald (24), hoofdverdachte van de aanslag op John F. Kennedy
- 1963 - Georg-Hans Reinhardt (76), Duits generaal
- 1970 - Tilly Devine (70), Australisch onderwereldfiguur
- 1982 - Eino Penttilä (76), Fins atleet
- 1984 - Jimmy Jackson (74), Amerikaans autocoureur
- 1985 - C. Buddingh' (67), Nederlands dichter
- 1986 - Dick Scheffer (57), Nederlands acteur
- 1987 - Anton Pieck (92), Nederlands tekenaar
- 1988 - Joachim Fernau, Duits schrijver, kunstenaar en kunstverzamelaar
- 1990 - Juan Manuel Bordeu (56), Argentijns autocoureur
- 1990 - Helga Feddersen (60), Duits actrice, zangeres en schrijfster
- 1991 - Pieter Brijnen van Houten (84), Nederlands medewerker geheime dienst
- 1991 - Eric Carr (41), Amerikaans drummer
- 1991 - Jean Chot (85), Belgisch politicus
- 1991 - Freddie Mercury (45), Brits zanger van de rockband Queen
- 1992 - Hans de Koster (78), Nederlands politicus
- 1993 - Albert Collins (61), Amerikaans bluesgitarist en -zanger
- 1994 - Piet Kingma (68), Nederlands componist en dirigent
- 1995 - Paul van de Rovaart (91), Nederlands hockeyer
- 1996 - Edison Denisov (67), Russisch componist
- 1996 - Jaap Koopmans (63), Nederlands journalist, dichter en romancier
- 1997 - Barbara (67), Frans zangeres
- 1997 - Maurits Gysseling (78), Belgisch taalkundige
- 1998 - Nicholas Kurti (90), Engels natuurkundige
- 1999 - Hilary Minster (55), Brits acteur
- 2000 - Johan Sirag (82), Nederlands acteur
- 2001 - Melanie Thornton (34), Amerikaans-Duits popzangeres
- 2002 - John Rawls (81), Amerikaans filosoof
- 2003 - Sneeuwvlokje (36), witte (albino)gorilla uit de dierentuin van Barcelona
- 2004 - Arthur Hailey (84), Brits schrijver
- 2005 - Pat Morita (73), Amerikaans acteur
- 2006 - William Diehl (81), Amerikaans schrijver en fotojournalist
- 2006 - Max Soliven (77), Filipijns journalist en krantenuitgever
- 2006 - Henk Weidgraaf (75), Nederlands politicus
- 2007 - Gustav Reiner (47), Duits motorcoureur
- 2009 - Samak Sundaravej (74), Thais premier
- 2010 - Alexander Skwortsow (66), Russisch violist
- 2011 - Peter Hoefnagels (84), Nederlands senator en criminoloog
- 2011 - Coco de Meyere (49), Nederlands televisiestyliste
- 2011 - Johnny Williams (76), Brits voetballer
- 2012 - Spitz Kohn (79), Luxemburgs voetballer en voetbaltrainer
- 2012 - Heinz Werner Kraehkamp (63), Duits acteur, regisseur en auteur
- 2012 - Chris Stamp (70), Brits cineast en uitvoerend producent
- 2012 - Moniek Toebosch (64), Nederlands kunstenaar
- 2013 - Amedeo Amadei (92), Italiaans voetballer
- 2013 - Arnaud Coyot (33), Frans wielrenner
- 2013 - Hermine de Graaf (62), Nederlands schrijfster
- 2013 - June Keithley-Castro (66), Filipijns presentatrice en actrice
- 2013 - Gerrit Krol (79), Nederlands schrijver
- 2016 - Colonel Abrams (67), Amerikaans zanger
- 2016 - Marcos Ana (96), Spaans politiek gevangene en dichter
- 2016 - Jan van der Hoorn (85), Nederlands schaatser
- 2016 - Leo van der Kroft (87), Nederlands voetbalscheidsrechter
- 2017 - Dries Jans (90), Nederlands voetballer
- 2018 - Věra Růžičková (90), Tsjecho-Slowaaks turnster
- 2018 - Jacquelien de Savornin Lohman (85), Nederlands hoogleraar, senator en cabaretière
- 2019 - Juan Orrego-Salas (100), Chileens componist, muziekpedagoog, musicoloog en dirigent
- 2020 - Gerard Bloemen (81), Belgisch burgemeester
- 2020 - Jan Maarten Boll (78), Nederlands bestuurder en advocaat
- 2020 - Damián Iguacén Borau (104), Spaans bisschop
- 2020 - Jacques Secrétin (71), Frans tafeltennisser
- 2020 - Mamadou Tandja (82), Nigerees politicus
- 2020 - James Wolfensohn (86), Amerikaans bankier
- 2021 - Inez van Dullemen (96), Nederlands schrijfster
- 2021 - Yvonne Wilder (84), Amerikaans actrice
- 2022 - Hans Magnus Enzensberger (93), Duits schrijver, dichter, vertaler en redacteur
- 2022 - André Malherbe (66), Belgisch motorcrosscoureur
- 2022 - Issei Sagawa (73), Japans kannibaal
- 2022 - Börje Salming (71), Zweeds ijshockeyspeler
- 2023 - Broertje (31), Nederlands rapper
- 2023 - Bruno Fagnoul (87), Belgisch politicus
- 2023 - Heidelinde Weis (83), Oostenrijks actrice
- 2024 - Breyten Breytenbach (85), Zuid-Afrikaans schrijver, dichter, schilder en mensenrechtenactivist
- 2024 Bob Bryar (44), Amerikaans drummer
- 2024 - Helen Gallagher (98), Amerikaans actrice
- 2024 - Jos Lammertink (66), Nederlands wielrenner
- 2024- Colin Renfrew (87), Brits archeoloog

## Viering/herdenking
- Rooms-Katholieke kalender:

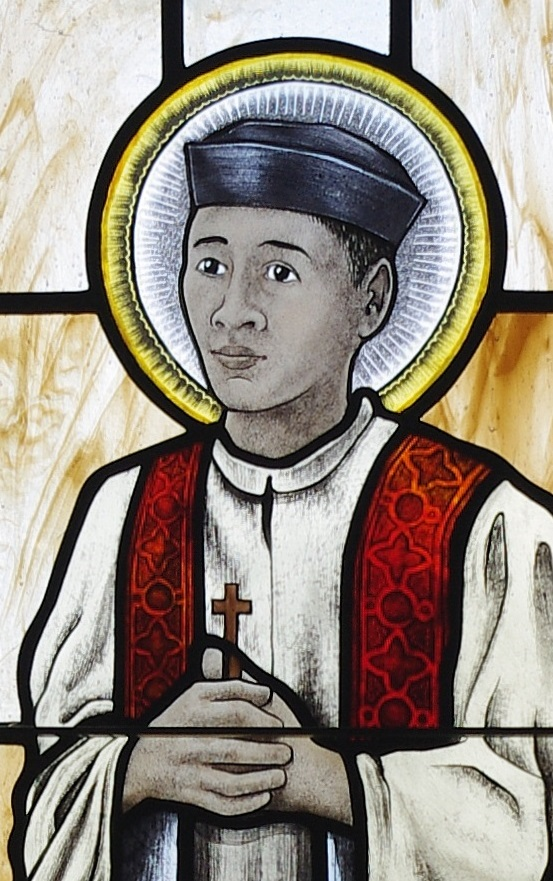
H. Andreas Dung-Lac

  - Heilige Martelaren van Vietnam († tussen 1736 en 1862): o.a. Andreas Dung-Lac († 1839) - Gedachtenis
  - Heilige Albert van Leuven († x. 1192) - Gedachtenis (in aartsbisdom Mechelen-Brussel en Bisdom Brugge)
  - Heilige Flora en Maria (van Cordova) († 851/6)
  - Heilige Firmina (van Amelia) († c. 303)
  - Heilige Krysogoon (van Aquileia) († 304)
  - Heilige Colman van Cloyne († c. 600)
  - Heilige Romanus van Blaye († 385)
- Servisch-Orthodoxe kalender:
  - Heilige Stefan Uroš III Dečanski († 1331)

## Weerextremen

### Nederland
| | Officiële records | Officiële records | Officiële records |      | Landelijke records | Landelijke records | Landelijke records  |
| Gebeurtenis | Jaar              | Extreem           | Locatie           | Jaar | Extreem            | Locatie            |                     |
| --- | ----------------- | ----------------- | ----------------- | ---- | ------------------ | ------------------ | ------------------- |
| Laagste etmaalgemiddelde temperatuur (°C) | 1998              | −3,4              | De Bilt           |      | 1956               | −4,7               | Gilze-Rijen         |
| Hoogste etmaalgemiddelde temperatuur (°C) | 2024              | 14,3              | De Bilt           |      | 2024               | 15,7               | Wijk aan Zee        |
| Laagste minimumtemperatuur (°C) | 1998              | −7,8              | De Bilt           |      | 1998               | −10,2              | Woensdrecht         |
| Hoogste minimumtemperatuur (°C) | 1980              | 12,2              | De Bilt           |      | 1980               | 12,2               | De Bilt             |
| Laagste maximumtemperatuur (°C) | 1956              | −1,5              | De Bilt           |      | 1923               | −3,5               | Maastricht          |
| Hoogste maximumtemperatuur (°C) | 2024              | 17,1              | De Bilt           |      | 2024               | 19,1               | Ell                 |
| Hoogste uurgemiddelde windsnelheid (m/s) | 1951              | 14,4              | De Bilt           |      | 1981               | 24,2               | Huibertgat          |
| Hoogste windstoot (m/s) | 1977              | 25,2              | De Bilt           |      | 2005               | 35,0               | Hoek van Holland    |
| Langste zonneschijnduur (uur) | 2002              | 7,0               | De Bilt           |      | 1991 2020          | 7,5                | Westdorpe Eindhoven |
| Langste neerslagduur (uur) | 1939              | 13,2              | De Bilt           |      | 2001               | 20,0               | Maastricht          |
| Hoogste etmaalsom van de neerslag (mm) | 2003              | 15,1              | De Bilt           |      | 2010               | 21,8               | Vlissingen          |
| Laagste etmaalgemiddelde relatieve vochtigheid (%) | 1920              | 59                | De Bilt           |      | 1946               | 51                 | Maastricht          |
| Laagste uurwaarde luchtdruk op zeeniveau (hPa) | 1984              | 980,2             | De Bilt           |      | 1984               | 971,2              | Eelde               |
| Hoogste uurwaarde luchtdruk op zeeniveau (hPa) | 1948              | 1039,4            | De Bilt           |      | 1948               | 1041,1             | Eelde               |
| Officiële records worden altijd gemeten op het KNMI-weerstation in De Bilt. Landelijke records kunnen worden gemeten op elk officieel KNMI-weerstation in Nederland. |                   |                   |                   |      |                    |                    |                     |

Uitzonderlijke gebeurtenissen
- 1904 - Officieel laagste maximumtemperatuur in °C van november dit jaar gemeten in De Bilt: 1,2
- 1913 - Officieel laagste maximumtemperatuur in °C van november dit jaar gemeten in De Bilt: 6,3
- 1980 - Laatste landelijke zachte dag van het jaar gemeten in Eindhoven (maximumtemperatuur ≥ 15 °C op een officieel weerstation)
- 1984 - Laatste landelijke zachte dag van het jaar gemeten in Eindhoven (maximumtemperatuur ≥ 15 °C op een officieel weerstation)
- 2023 - Officieel laagste etmaalgemiddelde relatieve vochtigheid in % van november dit jaar gemeten in De Bilt: 77 (voorlopig)
- 2023 - Landelijk hoogste windstoot in m/s van november dit jaar gemeten in Lauwersoog: 33,0 (voorlopig)

### België
Dagrecords
- 1862 - Laagste etmaalgemiddelde temperatuur −4,2 °C
- 2003 - Hoogste etmaalgemiddelde temperatuur 13,8 °C
- 1858 - Laagste minimumtemperatuur −7,8 °C
- 1980 en 2003 - Hoogste maximumtemperatuur 15,7 °C
- 1890 - Hoogste etmaalsom van de neerslag 15,5 mm

Uitzonderlijke gebeurtenissen
- 1968 - In het gebied rond Courcelles wordt windschade waargenomen. De oorzaak zou een langstrekkende tornado geweest kunnen zijn
- 1984 - Zeer winderige periode van drie dagen loopt ten einde: tot 144 km/h in Luik en 147 km/h in Deurne (Antwerpen)
- 1998 - De minimumtemperatuur daalt tot tot –12,2°C in Stavelot en in Elsenborn (Bütgenbach) daalt de temperatuur met –15,6 °C voor het eerst in tien jaar tijdens een novembermaand onder –15 °C

<< · 1 · 2 · 3 · 4 · 5 · 6 · 7 · 8 · 9 · 10 · 11 · 12 · 13 · 14 · 15 · 16 · 17 · 18 · 19 · 20 · 21 · 22 · 23 · 24 · 25 · 26 · 27 · 28 · 29 · 30 · >>